# Franck Chevallier
Pour les articles homonymes, voir Chevallier.
Franck Chevallier, né le 3 janvier 1964 à Paris, est un ancien athlète français évoluant sur 110 mètres haies.

## Biographie
Ancien sportif de haut niveau, il débute l'athlétisme en Bretagne (ASPTT Brest en 1979). Ayant participé aux jeux Olympiques de 1984 à Los Angeles où il termina 18e à l'âge de 20 ans, il poursuit ensuite une carrière dans l'athlétisme, en tant que CTR (Conseiller technique régional) coordonnateur au sein de la Ligue d'Île-de-France d'athlétisme, tout en assurant une place d'assistant auprès de Fernand Urtebise à l'INSEP.
En 1997, il devient CTR, coordinateur de la Ligue de Provence d'athlétisme et encadre les athlètes sur le Pôle France Provence. En 2001, il intègre la DTN (Direction technique nationale) dans l'équipe de Robert Poirier en tant que responsable de la filière d'accès au sport de haut niveau.
Il exerce la fonction de DTN (Directeur technique national) de l'athlétisme français de 2005 à 2009. Il sera à l'initiative de la création de la Ligue Nationale d'Athlétisme (Ligue Professionnelle), de l'intégration de la Marche Nordique à la FFA et du dispositif Coach Athlé Santé monté en partenariat avec le ministère de la Santé en 2006.
Il est remplacé le 30 mars 2009 par l'ancien lutteur Ghani Yalouz.
De Mai 2013 à Décembre 2016, il intègre la MOP (Mission d'Optimisation de la Performance des fédérations Olympiques et Paralympiques auprès de l'INSEP).
Le 1er Juillet 2021, il est nommé Responsable de la Maison Régionale de la Haute Performance de Provence Alpes Côte d'Azur, auprès du Directeur général du CREPS PACA dans le cadre de la préparation des Jeux Olympiques et Paralympiques de PARIS 2024.

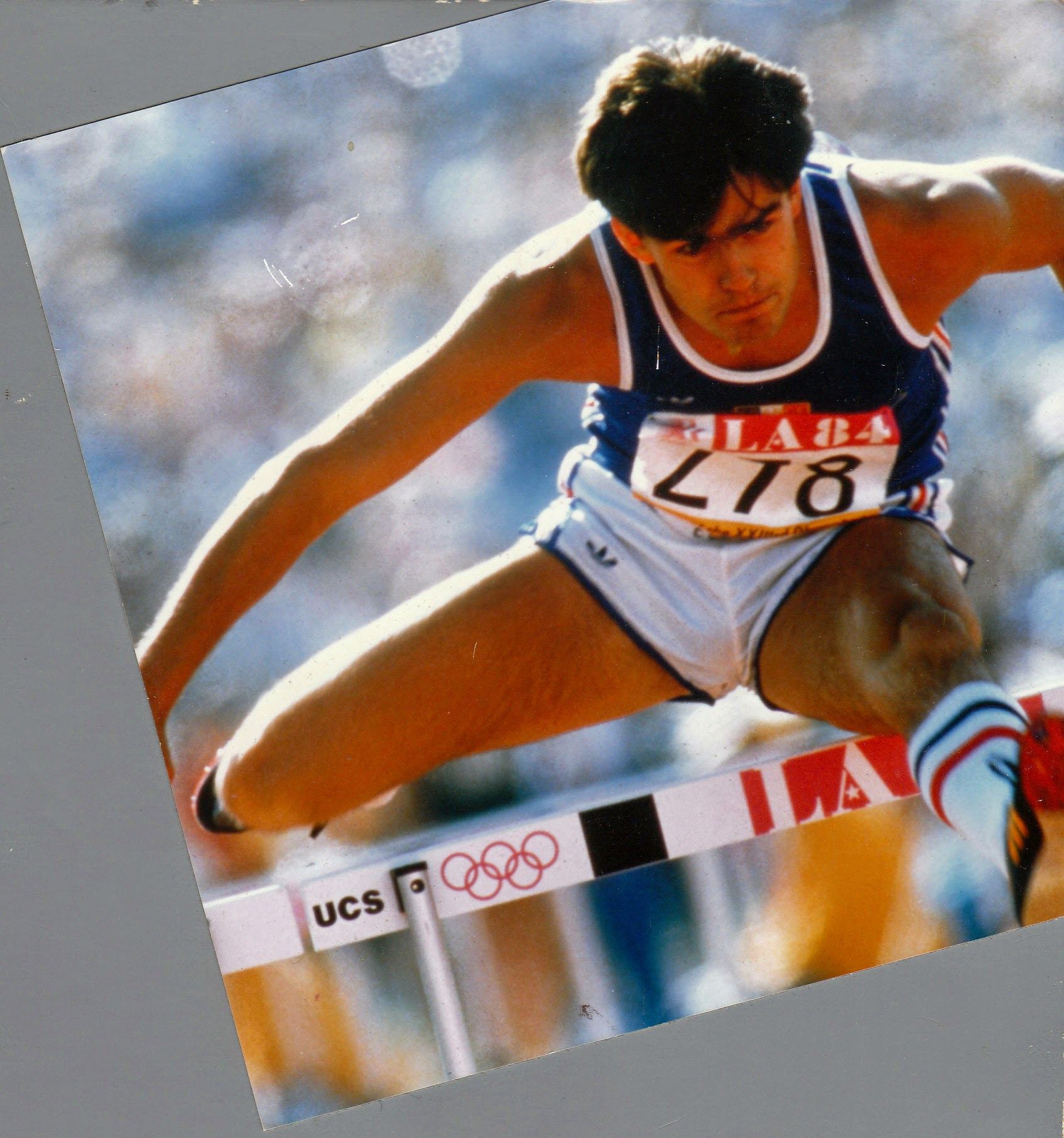
Jeux Olympiques de Los Angeles 1984 - 1/4 de finale

## Palmarès
- Champion de France Cadet du 110 m haies en 1981
- Champion de France Junior - 5e des Championnats d'Europe Juniors en 1983
- Quart de finaliste (18e) aux Jeux Olympiques de 1984 à Los Angeles sur 110 m haies
- Recordman de Bretagne Juniors du 110 m haies (14 s 12) sur les haies à 1m06.
- Record Cadet 13"92 - Senior 13"80